# Ambasada Kazachstanu w Polsce
Ambasada Kazachstanu w Polsce, Ambasada Republiki Kazachstanu (kaz. Польшадағы Қазақстан елшілігі, ros. Посольство Казахстана в Польше) – kazachska placówka dyplomatyczna mieszcząca się w Warszawie przy ul. Królowej Marysieńki 14.

## Siedziba
Do czasu uzyskania przez Kazachstan w 1991 niepodległości kontakty z państwem polskim utrzymywano w ramach stosunków Polski z ZSRR. Stosunki dyplomatyczne z Kazachstanem nawiązano w 1992. Początkowo w Polsce była akredytowana ambasada Kazachstanu z siedzibą w Budapeszcie (1996–2000). W Warszawie misję dyplomatyczną otwarto w 1999, podnosząc ją w 2000 do rangi ambasady. Początkowo była przy ul. Starościńskiej 1 (2001), od 2002 mieści się przy ul. Królowej Marysieńki 14.